# Il velo dipinto (romanzo)
Il velo dipinto è un romanzo scritto da William Somerset Maugham in forma seriale sulla rivista "Cosmopolitan" da novembre 1924 a marzo 1925, quindi pubblicato in volume presso la George H. Doran Company (poi divenuta Doubleday) nel 1925.

## Trama
Kitty Garstin, una ragazza carina di classe borghese medio-alta, sperpera la sua prima giovinezza divertendosi in feste ed eventi sociali, durante le quali la madre prepotente tenta di trovare un "partito brillante" per lei. Dall'età di 25 anni, Kitty ha flirtato ma rifiutato le proposte di matrimonio di decine di pretendenti. Sua madre la esorta a fidanzarsi con Walter Fane, un batteriologo, da alcuni considerato "strano", che è follemente innamorato di lei. In preda al panico, poiché la sorella più giovane e meno attraente, Doris, sta per convolare a nozze prima di lei, Kitty accetta di sposarlo e parte in luna di miele per Hong Kong.
Qui Kitty incontra Charles Townsend, un vice console, alto, bello e affascinante, e i due cominciano presto una relazione clandestina. Walter, che non dubita minimamente dell'infedeltà di sua moglie, un giorno rientrando a casa li scorge in flagranza, ma decide di allontanarsi dalla scena del tradimento senza intervenire. I due amanti sospettano di essere stati visti, ma non ne hanno la certezza e si rassicurano reciprocamente pensando che probabilmente Walter ha deciso di non palesare la propria presenza per codardia. Charles promette a Kitty che, qualunque cosa possa accadere, non la lascerà. Qualche tempo dopo, Walter rivela a Kitty di essere a conoscenza del tradimento e la pone di fronte ad un ultimatum: o lei lo accompagnerà in un'amena e sperduta località  cinese, Mei-Tan-Fu, dove lui ha deciso di partire in missione per far fronte ad un'epidemia di colera, oppure le chiederà il divorzio accusandola di adulterio. Kitty lo supplica allora di concedere a lei di chiedere il divorzio da lui, per una forma di galanteria, in modo da non rovinarle la reputazione. Walter, nel tentativo esasperato di far ravvedere Kitty circa i fasulli sentimenti del diplomatico, accetta, ma a condizione che anche la moglie di Charles divorzi, in modo che quest'ultimo sia libero di sposare immediatamente Kitty. La donna incontra Charles e gli rivela la proposta del marito, ma questi, fra lo stupore e il dolore di Kitty, si rifiuta di lasciare la moglie. Tornata a casa Kitty scopre che Walter, sicuro della scelta che Charles avrebbe fatto, ha già preparato le valigie. Affranta, delusa e umiliata, Kitty si accorge di non avere altra scelta che partire per l'entroterra selvaggio con il marito.
Durante il viaggio, Kitty incontra Sir Waddington, deputato britannico, che le racconta altri dettagli sulla personalità disdicevole di Charles. Giunti a destinazione nel villaggio, la presenta poi alle suore francesi che si occupano di bambine abbandonate e Kitty, con grande rischio personale, scoprendo in se stessa doti e risorse che neppure immaginava di possedere, comincia a prodigarsi insieme a loro nel lavoro all'interno del piccolo convento. Anche Walter è subito immerso nelle difficoltà per gestire l'epidemia di colera ma, nonostante la stima e la grande considerazione di cui gode nella comunità, lei non riesce a provare alcun amore per lui. Kitty scopre d'essere incinta e sospetta che il padre sia Charles, perché non è in grado di stabilire con esattezza la data del concepimento. Decide comunque di confidarsi con il marito che accetta, sembra di buon grado, la gravidanza. Poco dopo Walter si ammala, probabilmente per una sperimentazione su di sé: si è lasciato infettare dal colera per trovare una cura. Kitty lo assiste premurosamente fino alla morte, poi torna a Hong Kong.
Dorothy, moglie di Charles, convince Kitty a farsi ospitare da loro. Adesso Kitty è considerata una sorta di eroina, che ha scelto volontariamente e fedelmente di seguire il marito nonostante il pericolo. Charles, nonostante la diffidenza di Kitty, riesce a sedurla. Lei gli si concede ancora una volta nonostante, dopo le esperienze vissute, lo consideri vanesio e superficiale e, disgustata, arriva a dirglielo. Kitty ritorna nel Regno Unito, scoprendo durante la navigazione che sua madre è morta. Suo padre, avvocato di poco successo, è nominato presidente della Corte Suprema in una piccola colonia britannica dei Caraibi e lei lo convince a partire insieme, decisa a crescere la sua bambina lontano dalle ipocrisie dell'occidente e lontano dagli errori che sente di aver commesso.

## Adattamenti cinematografici
- Il velo dipinto (The Painted Veil), regia di Richard Boleslawski (1934)
- Il settimo peccato (The Seventh Sin), regia di Ronald Neame (1957)
- Il velo dipinto (The Painted Veil), regia di John Curran (2006)

## Edizioni italiane
- trad. di Gian Dàuli, Ancona: La lucerna, 1929
- trad. di Emanuele G. Farina, Milano: Bietti, 1930
- trad. Elio Vittorini, Milano: Mondadori (coll. "Medusa"), 1937; (coll. "Oscar"), 1967
- trad. Franco Salvatorelli, Milano: Adelphi (coll. "Biblioteca Adelphi"), 2006; (coll. "gli Adelphi"), 2011